# 8858 Cornus
A 8858 Cornus (ideiglenes jelöléssel 1991 PT7) a Naprendszer kisbolygóövében található aszteroida. Eric Walter Elst fedezte fel 1991. augusztus 6-án.